# George Moore (femkampare)
George Bissland Moore, född 6 oktober 1918 i Saint Louis, död 4 juli 2014, var en amerikansk femkampare.
Moore blev olympisk silvermedaljör i modern femkamp vid sommarspelen 1948 i London.